# Bone Thugs-n-Harmony
Bone Thugs-n-Harmony je americká hip hopová skupina pocházející z Clevelandu. Ze začátku si řikali B.O.N.E. Enterpri$e, ale po upsání u Ruthless Records si změnili jméno. Jsou držitelé ceny Grammy. V roce 2000 byl člen skupiny Flesh-n-Bone poslán na 11 let do vězení za napadení s nelegální zbraní. O pět let později byl ze skupiny vyhozen Bizzy Bone za nezvladatelné chování. Dále tedy skupina pokračovala jako trio. V roce 2009 byl po znovuotevření případu propuštěn Flesh-n-Bone a po dohodě znovu přijat Bizzy Bone a tak začaly práce na nové desce znovuspojené skupiny. Ke konci roku 2010 skupinu znovu opustil Bizzy Bone. Roku 2011, po 20 letech, ze skupiny odešel Krayzie Bone.

## Diskografie

### Studiová alba
| Rok  | Album                                                                                                   | Nejvyšší umístění v hitparádě | Nejvyšší umístění v hitparádě | Nejvyšší umístění v hitparádě | Ocenění                         |
| Rok  | Album                                                                                                   | US 200                        | US Hip-Hop                    | US Rap                        | Ocenění                         |
| ---- | --- | ----------------------------- | ----------------------------- | ----------------------------- | ------------------------------- |
| 1993 | Faces of Death - Vydáno: 23. května 1993 - Vydavatel: Stoney Burke                                      | 188                           | 29                            | *                             | US: /                           |
| 1995 | E. 1999 Eternal - Vydáno: 25. července 1995 - Vydavatel: Ruthless                                       | 1                             | 1                             | *                             | US: 4x platinové CAN: platinové |
| 1997 | The Art of War - Vydáno: 29. července 1997 - Vydavatel: Ruthless                                        | 1                             | 1                             | *                             | US: 4x platinové CAN: zlaté     |
| 2000 | BTNHResurrection - Vydáno: 29. února 2000 - Vydavatel: Ruthless                                         | 2                             | 1                             | *                             | US: platinové                   |
| 2002 | Thug World Order - Vydáno: 29. říjen 2002 - Vydavatel: Ruthless                                         | 12                            | 3                             | *                             | US: /                           |
| 2006 | Thug Stories - Vydáno: 19. září 2006 - Vydavatel: KOCH                                                  | 25                            | 7                             | 4                             | US: /                           |
| 2007 | Strength & Loyalty - Vydáno: 8. května 2007 - Vydavatel: Full Surface, Interscope                       | 2                             | 2                             | 1                             | US: zlaté                       |
| 2010 | Uni5: The World's Enemy - Vydáno: 4. května 2010 - Vydavatel: BTNH Worldwide, Warner Music Group        | 14                            | 5                             | 3                             | US: /                           |
| 2013 | The Art of War: World War III - Vydáno: 10. prosince 2013 - Vydavatel: BTNH Worldwide, Seven Arts Music | —                             | —                             | —                             | US: /                           |

### EP
| Rok  | Album                                                                             | Nejvyšší umístění v hitparádě | Nejvyšší umístění v hitparádě | Ocenění          |
| Rok  | Album                                                                             | US 200                        | US Hip-Hop                    | Ocenění          |
| ---- | --------------------------------------------------------------------------------- | ----------------------------- | ----------------------------- | ---------------- |
| 1994 | Creepin on ah Come Up - Vydáno: 21. června 1994 - Vydavatel: Ruthless Rec. / Epic | 12                            | 2                             | US: 2x platinové |

### Kompilace
- 1998 – The Collection vol. 1
- 2000 – The Collection vol. 2
- 2004 – Greatest Hits
- 2005 – Greatest Hits (Chopped & Screwed)
- 2007 – T.H.U.G.S.

### Úspěšné singly
- 1994 – Thuggish Ruggish Bone (ft. Shatasha Williams)
- 1995 – 1st of tha Month
- 1996 – Tha Crossroads
- 1997 – Look into My Eyes
- 1997 – If I Could Teach the World
- 2007 – I Tried (ft. Akon)